# Crime of the Century
Crime of the Century — третий студийный альбом британской прог-рок-группы Supertramp, выпущенный в 1974 году. Это первый альбом группы в «классическом» составе и с продюсером Кеном Скоттом (англ. Ken Scott), до этого работавшим с Дэвидом Боуи и The Beatles.

## Об альбоме
Диск записывался на нескольких студиях, включая Ramport Studios, принадлежащую группе The Who, и Trident Studios. Рик Дэвис и Роджер Ходжсон записали приблизительно 42 демопесни, из которых было выбрано только 8. Некоторые же появились на следующих альбомах группы («Crisis? What Crisis?», «...Famous Last Words...».)
Многие песни альбома («School», «Bloody Well Right», «Rudy» и заглавная композиция) постоянно исполнялись на концертах. Почти все композиции вошли в парижский концертный альбом 1980 года, где оригинальные оркестровки в «Asylum», «Rudy» и «Crime of the Century» были заменены синтезаторами. Эти партии в основном исполнял Джон Хелливелл и Роджер Ходжсон.
Crime of the Century первый альбом группы, попавший в американские Топ 40 альбомов и в 1977 году, после выпуска «Even in the Quietest Moments», получивший статус золотого.
Диск был впервые переиздан (c ремастерингом) на золотом CD и виниле компанией MFSL. Другая ремастированная CD версия альбома была выпущена в 1997 году и позднее, в 2002, оба издания — A&M Records.
Альбом занимает 27 место в списке «50 величайших прог-рок-альбомов всех времён» журнала Rolling Stone.

## Тексты
На оригинальном листе с текстами внутри пластинки, текст и особенности композиции были напечатаны в зависимости от вокалиста в данной песне. Слова Роджера Ходжсона обозначались белым, слова Рика Дэвиса — жёлтым цветом. Если один из них пел в песне другого, то использовался соответствующий цвет.

## Список композиций
Все песни написаны Роджером Ходжсоном и Риком Дэвисом.

### Первая сторона
1. School — 5:35
  - Вокал: Роджер Ходжсон и Рик Дэвис
2. Bloody Well Right — 4:32
  - Вокал: Рик Дэвис
3. Hide In Your Shell — 6:49
  - Вокал: Роджер Ходжсон
4. Asylum — 6:45
  - Вокал: Рик Дэвис и Роджер Ходжсон

### Вторая Сторона
1. Dreamer — 3:31
  - Вокал: Роджер Ходжсон и Рик Дэвис
2. Rudy — 7:17
  - Вокал: Рик Дэвис и Роджер Ходжсон
3. If Everyone Was Listening — 4:04
  - Вокал: Роджер Ходжсон
4. Crime of the Century — 5:32
  - Вокал: Рик Дэвис

## Участники записи
Supertramp
- Боб Бенберг (Зибенберг) (Bob C. Benberg) — барабаны, перкуссия
- Роджер Ходжсон (Roger Hodgson) — вокал, гитара, фортепиано
- Джон Хелливелл (John Helliwell) — саксофон, кларнет, вокал
- Дуги Томсон (Dougie Thomson) — бас-гитара
- Рик Дэвис (Rick Davies) — вокал, клавишные, губная гармоника

приглашённые музыканты
- Кристина Хелливелл (Christine Helliwell) — бэк-вокал в «Hide in Your Shell»
- Вики Зибенберг (Vicky Siebenberg) — бэк-вокал в «Hide in Your Shell»
- Скотт Горэм — бэк-вокал в «Hide in Your Shell»
- (Неизвестный уличный музыкант) — музыкальная пила в «Hide in Your Shell»
- Кен Скотт (Ken Scott) — гонг в «Crime of the Century»

продюсирование
Оригинальное издание
- Продюсеры: Кен Скотт и Supertramp
- Инженеры: Кен Скотт, Джон Янсен (John Jansen)
- Аранжировки струнных: Ричард Хьюсон (Richard Hewson)
- Дизайн обложки и фото: Пол Вейкфилд (Paul Wakefield)
- Художественный редактор: Фабио Николи (Fabio Nikoli)

переиздания
Переиздания, выпущенные компанией A&M Records в 1997 и 2002 годах, представляют собой ремастеринг оригинальных плёнок, сделанный Грегом Кэлби (Greg Calbi) и Джеем Мессина (Jay Messina) в Sterling Sound в Нью-Йорке. Переизданием руководил Билл Левенсон (Bill Levenson), художественный директор — Вартан (Vartan), дизайн — Майк Дил (Mike Diehl), координатор проекта — Бет Штемпель (Beth Stempel).
Оба ремастированных издания подвержены сильной критике со стороны аудиофилов, которые заявляют, что альбом звучит слишком громко (см. Война громкости).

## Чарты

### Альбом
| Чарт                | Место |
| ------------------- | ----- |
| Австралия           | 15    |
| Канада              | 4     |
| Нидерланды          | 25    |
| Франция             | 19    |
| ФРГ                 | 5     |
| Новая Зеландия      | 12    |
| Великобритания      | 4     |
| США (Billboard 200) | 38    |

| Хит-парад (1975)             | Позиция |
| ---------------------------- | ------- |
| Великобритания (Gallup Poll) | 38      |
| Хит-парад (1976)             | Позиция |
| Канада (RPM Year-End)        | 45      |

### Синглы
Singles — Billboard (North America)
| Год  | Сингл               | Чарт        | Место |
| ---- | ------------------- | ----------- | ----- |
| 1975 | «Bloody Well Right» | Pop Singles | 35    |